# Wandelvoetbal
Wandelvoetbal, walking football of fit-voetbal is een aangepaste vorm van voetbal gericht op 50-plussers. Hierbij is bijvoorbeeld rennen niet toegestaan, zijn de teams kleiner en de wedstrijden korter.
In Nederland werd door het Nationaal Ouderenfonds eind 2013 wandelvoetbal onder de naam Oldstars opgericht om meer ouderen aan het sporten te krijgen/houden. De KNVB ondersteunt deze sport, maar geeft 65-plus als indicatie, met 60 als minimum.

## Regels
Belangrijke aanpassingen van de normale voetbalregels zijn:
- Rennen is niet toegestaan en wordt bestraft met een indirecte vrije trap.
- Slidings zijn niet toegestaan en worden bestraft met een indirecte vrije trap.
- Er wordt "ingetrapt" of ingedribbeld als een bal over de achterlijn of zijlijn is gegaan.
- Buitenspel is niet van toepassing.
- De bal mag niet boven heuphoogte worden gespeeld en overtreding wordt bestraft met een indirecte vrije trap.
- De vrije trappen en hoekschoppen zijn altijd indirect en de tegenpartij dient minimaal drie meter afstand te houden.
- Er wordt gespeeld zonder keepers.
- Lichamelijk contact is niet geoorloofd.
- Van eigen helft scoren is niet toegestaan.

Overige richtlijnen van wandelvoetbal bij officiële wedstrijden:
- Een team bestaat uit 6 veldspelers.
- De wedstrijd duurt 15 minuten.
- Een doel is 3 meter breed en 1 meter hoog.
- Teams mogen doorlopend wisselen, maar alleen als het spel stil ligt, ter hoogte van de middenlijn.
- Het veld is 25 meter breed en 40 meter lang.
- De scheidsrechter kan spelers een tijdstraf van 2 minuten opleggen.
- Na 3 keer een tijdstraf of na een grove overtreding kan een rode kaart gegeven worden.
- Een penalty wordt genomen vanaf de middenstip op een leeg doel waarbij alle spelers achter de bal staan.
- Er wordt gespeeld met een voetbal grootte 5 of 6. Maat 5 is 68 cm tot 71 cm omtrek, de standaard in het voetbal. Maat 6 is groter en komt weinig voor. De KNVB geeft maat 5 aan, met een gewicht rond de 3320 gram.[2]